# Flavor Flav
Flavor Flav, pseudonimo di William Jonathan Drayton Jr. (Long Island, 16 marzo 1959), è un rapper, attore e personaggio televisivo statunitense, membro dei Public Enemy.

## Discografia

### Con i Public Enemy
- 1987 - Yo! Bum Rush the Show
- 1988 - It Takes a Nation of Millions to Hold Us Back
- 1989 - Fight the Power...Live! (video e album)
- 1990 - Fear of a Black Planet
- 1991 - Apocalypse '91... The Enemy Strikes Black
- 1992 - Greatest Misses
- 1994 - Muse Sick-n-Hour Mess Age
- 1998 - He Got Game
- 1999 - There's a Poison Goin' On
- 2005 - New Whirl Odor
- 2006 - Rebirth of a Nation
- 2007 - How You Sell Soul to a Soulless People Who Sold Their Soul?

### Solista
- 2006 - Flavor Flav